# Lignes de bus de Lyon spécifiques
Les lignes de bus de Lyon spécifiques constituent une série de lignes que les Transports en commun lyonnais exploitent dans l'agglomération lyonnaise.
Ces lignes sont classables en trois catégories :
- Les lignes Soyeuses   ;
- Les lignes Zone industrielle   ;
- Les lignes Gar'Express  .

## Lignes Soyeuses

### Présentation
Les lignes S1 à S15 sont des lignes de desserte locale appelées « Soyeuses » et assurant des dessertes de proximité dans certains quartiers.
Cette catégorie de lignes a été créée le 29 août 2011 lors de la réorganisation complète du réseau de bus de l'agglomération lyonnaise en regroupant l'ensemble des anciennes « Navettes » et lignes régulières à recette garantie pour les communes desservies, ainsi que de la ligne 6 en raison de sa faible longueur. La ligne S13 entre Craponne et Saint-Genis-les-Ollières, circulant uniquement pour le marché du samedi matin, a été supprimée le 27 juin 2015 faute de fréquentation.
Les lignes S3 et S16, reliant Collonges Gare à respectivement la zone Techlid et Écully - Le Pérolier sont supprimés, début juillet 2021, pour doublon avec le TàD Techlid et pour faute de fréquentation.
Le 6 novembre 2023, la ligne RésaGo R3 desservant Givors, devient la nouvelle ligne S3.
Le 23 juin 2025, dans le cadre du projet Presqu'île à vivre, plusieurs lignes Soyeuses sont modifiées,:
- Les lignes circulaires S4a et S4b voient le jour, toutes les deux au départ de Croix-Rousse, desservant entre autres les quais du Rhône et la place Morel, ainsi que la station Hénon. Elles fonctionnent tous les jours de la semaine, de 7h00 à 20h00, avec un passage toutes les 25 minutes en heure de pointe et un passage toutes les 40 minutes en heure creuse.
- Les lignes S4 et S12 sont, à cette date, supprimées, la plupart de leurs arrêts étant desservis par les nouvelles lignes S4a et S4b.

Ces lignes sont désignées commercialement par un indice de ligne commençant par « S » et allant de 1 à 15.

### Lignes S1 à S9
| Ligne | Caractéristiques | Caractéristiques                       | Caractéristiques                       | Caractéristiques                       | Caractéristiques                       | Caractéristiques                              | Caractéristiques                         | Caractéristiques                       | Caractéristiques                                     |
| S1    | Ligne oui · Ligne S1 | Ligne oui · Ligne S1                   | Ligne oui · Ligne S1                   | Ligne oui · Ligne S1                   | Ligne oui · Ligne S1                   | Ligne oui · Ligne S1                          | Ligne oui · Ligne S1                     | Ligne oui · Ligne S1                   | Ligne oui · Ligne S1                                 |
| S1    | Gare Saint-Paul ⥋ Confluence — Rambaud | Gare Saint-Paul ⥋ Confluence — Rambaud | Gare Saint-Paul ⥋ Confluence — Rambaud | Gare Saint-Paul ⥋ Confluence — Rambaud | Gare Saint-Paul ⥋ Confluence — Rambaud | Gare Saint-Paul ⥋ Confluence — Rambaud        | Gare Saint-Paul ⥋ Confluence — Rambaud   | Gare Saint-Paul ⥋ Confluence — Rambaud | Gare Saint-Paul ⥋ Confluence — Rambaud               |
| ----- | --- | -------------------------------------- | -------------------------------------- | -------------------------------------- | -------------------------------------- | --------------------------------------------- | ---------------------------------------- | -------------------------------------- | ---------------------------------------------------- |
| S1    | Ouverture / Fermeture 9 septembre 1991 / — | Longueur 6 km                          | Durée 37 min                           | Nb. d’arrêts 37                        | Matériel GX 137                        | Jours de fonctionnement L, Ma, Me, J, V, S, D | Jour / Soir / Nuit / Fêtes O / N / N / O | Voy. / an —                            | Unité de transport Perrache                          |
| S1    | Desserte : - Villes et lieux desservis : Lyon 5e (Église), Lyon 1er (Hôtel de ville de Lyon, Opéra de Lyon, Musée des beaux-arts de Lyon) et Lyon 2e (Théâtre des Célestins, Église Saint-Nizier, Hôtel des Postes, Université catholique de Lyon, Lycée Saint-Marc, La Poste, Basilique Saint-Martin d'Ainay, Mairie du 2e, Archives municipales de Lyon, Église Ste-Blandine, Patinoire Charlemagne, La Poste, Pôle de loisirs et de commerces Confluence, Siège du conseil régional de Rhône-Alpes, Le Progrès, Docks 40, La Sucrière, Docks Rambaud, Euronews, GL Events) - Stations et gares desservies : Gare de Lyon-Saint-Paul, Hôtel de Ville - Louis Pradel, Bellecour, Ampère - Victor Hugo (métro de Lyon), Perrache à l'arrêt Perrache - Carnot, Suchet (T1) et Hôtel de Région - Montrochet (T1).                                                                               |                                        |                                        |                                        |                                        |                                               |                                          |                                        |                                                      |
| S1    | Autre : - Arrêts non accessibles aux UFR : La Feuillée, St-Nizier, Tupin et Simon Maupin vers Confluence, Bellecour Le Viste, Bellecour Saint-Exupéry vers Confluence, Ste-Hélène, Franklin, Ampère - V. Hugo, Ainay, Pont Kitchener RG, Ravat et Marc-Antoine Petit vers Gare St-Paul et Hôtel de Région - Montrochet. - Particularités : La ligne fonctionne du lundi au samedi de 7 h à 20 h 35 et les dimanches et fêtes à partir de 8 h. - Date de dernière mise à jour : 24 mars 2024. |                                        |                                        |                                        |                                        |                                               |                                          |                                        |                                                      |
| S1    | Dernière actualisation : — |                                        |                                        |                                        |                                        |                                               |                                          |                                        |                                                      |
| S2    | Ligne oui · Ligne S2 | Ligne oui · Ligne S2                   | Ligne oui · Ligne S2                   | Ligne oui · Ligne S2                   | Ligne oui · Ligne S2                   | Ligne oui · Ligne S2                          | Ligne oui · Ligne S2                     | Ligne oui · Ligne S2                   | Ligne oui · Ligne S2                                 |
| S2    | (Circulaire) La Tour-de-Salvagny — Mairie ⥋ Rond-Point du Sutin / La Tour de Salvany Gare via Chambettes |                                        |                                        |                                        |                                        |                                               |                                          |                                        |                                                      |
| S2    | Ouverture / Fermeture 1er septembre 1998 / — | Longueur 3,5 km                        | Durée 10 min                           | Nb. d’arrêts 11                        | Matériel Vectio C                      | Jours de fonctionnement L, Ma, Me, J, V       | Jour / Soir / Nuit / Fêtes O / N / N / N | Voy. / an —                            | Unité de transport La Tour-de-Salvagny (Transdev RA) |
| S2    | Desserte : - Villes et lieux desservis : La Tour-de-Salvagny (Mairie, Parc de l'Hippodrome) - Stations et gares desservies : Gare de La Tour-de-Salvagny. |                                        |                                        |                                        |                                        |                                               |                                          |                                        |                                                      |
| S2    | Autre : - Arrêts non accessibles aux UFR : Le Colombier, Le Colombier - Veyrie, Parc de l'Hippodrome, Parc Sports et Loisirs, Rond-Point du Sutin, La Tour-de-Salvagny Greffières et La Tour-de-Salvagny Gare. - Particularités : La ligne fonctionne du lundi au vendredi de 6 h 22 à 19 h 8. - Date de dernière mise à jour : 24 mars 2024. |                                        |                                        |                                        |                                        |                                               |                                          |                                        |                                                      |
| S2    | Dernière actualisation : — |                                        |                                        |                                        |                                        |                                               |                                          |                                        |                                                      |
| S3    | Ligne oui · Ligne S3 | Ligne oui · Ligne S3                   | Ligne oui · Ligne S3                   | Ligne oui · Ligne S3                   | Ligne oui · Ligne S3                   | Ligne oui · Ligne S3                          | Ligne oui · Ligne S3                     | Ligne oui · Ligne S3                   | Ligne oui · Ligne S3                                 |
| S3    | Givors — Collège Paul Vallon ⥋ La Rama / Cimetière de Givors |                                        |                                        |                                        |                                        |                                               |                                          |                                        |                                                      |
| S3    | Ouverture / Fermeture 6 novembre 2023 / — | Longueur —                             | Durée 11 / 27 min                      | Nb. d’arrêts 9                         | Matériel Minibus                       | Jours de fonctionnement L, Ma, Me, J, V       | Jour / Soir / Nuit / Fêtes O / N / N / N | Voy. / an —                            | Transporteur Faure Tourisme                          |
| S3    | Desserte : - Villes et lieux desservis : Givors (Espace nautique, Église Notre-Dame, Sécurité sociale, Hôtel des finances, Hôtel de ville, Théâtre, Médiathèque, Cimetière Badin, Collège Paul Vallon) - Stations et gares desservies : Gare de Givors-Ville. |                                        |                                        |                                        |                                        |                                               |                                          |                                        |                                                      |
| S3    | Autre : - Arrêts non accessibles aux UFR : Collège Paul Vallon, Givors Place Pasteur, Givors Hôtel de Ville, Bertholon, Cimetière de Givors, Métallurgie, La Jument Noire, La Rama. - Particularités : La ligne fonctionne du lundi au vendredi en période scolaire de 12 h 5 à 17 h 5 direction Cimetière ou La Rama et de 7 h 20 à 13 h 35 direction Collège Paul Vallon. Durant les vacances scolaires, la ligne fonctionne du lundi au vendredi de 12 h 15 à 17 h 45 direction Cimetière ou La Rama et de 7 h 10 à 13 h 35 dans le sens Hôtel de Ville. Les départs vers Cimetière ou La Rama sont assurés en alternance d'un bus sur deux. - Date de dernière mise à jour : 12 novembre 2024. |                                        |                                        |                                        |                                        |                                               |                                          |                                        |                                                      |
| S3    | Dernière actualisation : — |                                        |                                        |                                        |                                        |                                               |                                          |                                        |                                                      |
| S4a   | Ligne oui · Ligne S4A | Ligne oui · Ligne S4A                  | Ligne oui · Ligne S4A                  | Ligne oui · Ligne S4A                  | Ligne oui · Ligne S4A                  | Ligne oui · Ligne S4A                         | Ligne oui · Ligne S4A                    | Ligne oui · Ligne S4A                  | Ligne oui · Ligne S4A                                |
| S4a   | (Circulaire) Croix-Rousse ⥋ via Hénon et Hôpital Croix-Rousse |                                        |                                        |                                        |                                        |                                               |                                          |                                        |                                                      |
| S4a   | Ouverture / Fermeture 24 juin 2025 / — | Longueur —                             | Durée —                                | Nb. d’arrêts 18                        | Matériel GX 137                        | Jours de fonctionnement L, Ma, Me, J, V, S, D | Jour / Soir / Nuit / Fêtes O / N / N / O | Voy. / an —                            | Unité de transport Cuire                             |
| S4a   | Desserte : - Villes et lieux desservis : Lyon 4e (Mairie du 4e, Stade Roger Duplat, Parc de la Cerisaie, - Stations et gares desservies : Croix-Rousse et Hénon. |                                        |                                        |                                        |                                        |                                               |                                          |                                        |                                                      |
| S4a   | Autre : - Arrêts non accessibles aux UFR : Niepce, Place Flammarion et Croix-Rousse. - Particularités : La ligne fonctionne, du lundi au samedi de 7 h à 20 h et les dimanches et fêtes de 8 h 0 à 12 h 40. - Source :« Ligne du réseau TCL ! ». - Date de dernière mise à jour : 24 juin 2025. |                                        |                                        |                                        |                                        |                                               |                                          |                                        |                                                      |
| S4a   | Dernière actualisation : — |                                        |                                        |                                        |                                        |                                               |                                          |                                        |                                                      |
| S4b   | Ligne oui · Ligne S4B | Ligne oui · Ligne S4B                  | Ligne oui · Ligne S4B                  | Ligne oui · Ligne S4B                  | Ligne oui · Ligne S4B                  | Ligne oui · Ligne S4B                         | Ligne oui · Ligne S4B                    | Ligne oui · Ligne S4B                  | Ligne oui · Ligne S4B                                |
| S4b   | (Circulaire) Croix-Rousse ⥋ via Hénon et Hôpital Croix-Rousse |                                        |                                        |                                        |                                        |                                               |                                          |                                        |                                                      |
| S4b   | Ouverture / Fermeture 24 juin 2025 / — | Longueur —                             | Durée —                                | Nb. d’arrêts 10                        | Matériel GX 137                        | Jours de fonctionnement L, Ma, Me, J, V, S, D | Jour / Soir / Nuit / Fêtes O / N / N / O | Voy. / an —                            | Unité de transport Cuire                             |
| S4b   | Desserte : - Villes et lieux desservis : Lyon 4e (Mairie du 4e, - Stations et gares desservies : Croix-Rousse et Hénon. |                                        |                                        |                                        |                                        |                                               |                                          |                                        |                                                      |
| S4b   | Autre : - Arrêts accessibles aux UFR : Austerlitz et Pont de Lattre R.D.. - Particularités : La ligne fonctionne, du lundi au samedi de 7 h 35 à 19 h 50 et les dimanches et fêtes de 8 h 35 à 13 h 15. - Source :« Ligne du réseau TCL ! ». - Date de dernière mise à jour : 24 juin 2025. |                                        |                                        |                                        |                                        |                                               |                                          |                                        |                                                      |
| S4b   | Dernière actualisation : — |                                        |                                        |                                        |                                        |                                               |                                          |                                        |                                                      |
| S5    | Ligne oui · Ligne S5 | Ligne oui · Ligne S5                   | Ligne oui · Ligne S5                   | Ligne oui · Ligne S5                   | Ligne oui · Ligne S5                   | Ligne oui · Ligne S5                          | Ligne oui · Ligne S5                     | Ligne oui · Ligne S5                   | Ligne oui · Ligne S5                                 |
| S5    | Caluire — Bords de Saône ⥋ Chemin de Crépieux |                                        |                                        |                                        |                                        |                                               |                                          |                                        |                                                      |
| S5    | Ouverture / Fermeture 9 septembre 1991 / — | Longueur 10 km                         | Durée 39 min                           | Nb. d’arrêts 29                        | Matériel GX 137 GX 127                 | Jours de fonctionnement L, Ma, Me, J, V, S, D | Jour / Soir / Nuit / Fêtes O / O / N / O | Voy. / an —                            | Unité de transport Rillieux (Keolis Planche)         |
| S5    | Desserte : - Villes et lieux desservis : Caluire-et-Cuire (Maison des associations, Maison La Rivette, Infirmerie protestante, Collège et Lycée Élie Vignal, Palais des sports, Stade Pierre Bourdan, Stade Henri Cochet, Hôtel de ville, Maison des Frères des Écoles chrétiennes, Radiant Bellevue, Maison du docteur Dugoujon, Église de l'Immaculée-Conception, Cimetière, Collège André Lassagne, Centre commercial Caluire 2, Lycée Cuzin, Parc des Sports) - Stations et gares desservies : Cuire. |                                        |                                        |                                        |                                        |                                               |                                          |                                        |                                                      |
| S5    | Autre : - Arrêts non accessibles aux UFR : Capitaine Ferber, Cuire Le Bas vers Chemin de Crépieux, Place du Capot, Brunier - Guyot, Pierre Brunier, André Lassagne vers Chemin de Crépieux, Vassieux Centre, Chemin de Crépieux. - Particularités : La ligne fonctionne du lundi au vendredi de 6 h 20 à 19 h 45, le samedi de 6 h 45 à 19 h 40 et les dimanches et fêtes de 9 h à 18 h 20. - Date de dernière mise à jour : 24 juin 2025. |                                        |                                        |                                        |                                        |                                               |                                          |                                        |                                                      |
| S5    | Dernière actualisation : — |                                        |                                        |                                        |                                        |                                               |                                          |                                        |                                                      |
| S6    | Ligne oui · Ligne S6 | Ligne oui · Ligne S6                   | Ligne oui · Ligne S6                   | Ligne oui · Ligne S6                   | Ligne oui · Ligne S6                   | Ligne oui · Ligne S6                          | Ligne oui · Ligne S6                     | Ligne oui · Ligne S6                   | Ligne oui · Ligne S6                                 |
| S6    | Hôtel de Ville - Louis Pradel ⥋ Croix-Rousse |                                        |                                        |                                        |                                        |                                               |                                          |                                        |                                                      |
| S6    | Ouverture / Fermeture 13 juillet 1907 / — | Longueur 2,7 km                        | Durée 14 min                           | Nb. d’arrêts 10                        | Matériel GX 137                        | Jours de fonctionnement L, Ma, Me, J, V, S, D | Jour / Soir / Nuit / Fêtes O / O / N / O | Voy. / an —                            | Unité de transport Cuire                             |
| S6    | Desserte : - Villes et lieux desservis : Lyon 1er (Hôtel de ville de Lyon, Opéra de Lyon, Musée des beaux-arts de Lyon, Lycée La Martinière-Diderot, Salle Rameau, Mairie du 1er, Clinique St-Charles, Jardin des Plantes, Amphithéâtre des Trois Gaules, École nationale supérieure des beaux-arts de Lyon, Collège F. Truffaut, Lycées J.B. De La Salle et J. de Flesselles, Églises du Bon Pasteur et St-Bernard, Cour des Voraces), et Lyon 4e (Le Gros Caillou) - Stations et gares desservies : Hôtel de Ville - Louis Pradel et Croix-Rousse. |                                        |                                        |                                        |                                        |                                               |                                          |                                        |                                                      |
| S6    | Autre : - Arrêts non accessibles aux UFR : Hôtel de ville - Louis Pradel, Mairie du 1er, Jardin des Plantes et Pouteau. - Particularités : La ligne fonctionne du lundi au samedi de 5 h 20 à 0 h et les dimanche et fêtes à partir de 7 h 50. Pour des informations détaillées, voir l'article : Ligne S6 de trolleybus de Lyon - Date de dernière mise à jour : 27 août 2015. |                                        |                                        |                                        |                                        |                                               |                                          |                                        |                                                      |
| S6    | Dernière actualisation : — |                                        |                                        |                                        |                                        |                                               |                                          |                                        |                                                      |
| S7    | Ligne oui · Ligne S7 | Ligne oui · Ligne S7                   | Ligne oui · Ligne S7                   | Ligne oui · Ligne S7                   | Ligne oui · Ligne S7                   | Ligne oui · Ligne S7                          | Ligne oui · Ligne S7                     | Ligne oui · Ligne S7                   | Ligne oui · Ligne S7                                 |
| S7    | (Circulaire) La Chaux — École de Champlong ⥋ via Saint-Cyr (en heures creuses) ou Saint-Rambert — Les Rivières (en heures de pointe) |                                        |                                        |                                        |                                        |                                               |                                          |                                        |                                                      |
| S7    | Ouverture / Fermeture 1er septembre 2010 / — | Longueur 7,6 ou 9,5 km                 | Durée 18 ou 22 min                     | Nb. d’arrêts 14 ou 25                  | Matériel Trafic III                    | Jours de fonctionnement L, Ma, Me, J, V       | Jour / Soir / Nuit / Fêtes O / N / N / N | Voy. / an —                            | Unité de transport Villefranche (Keolis Planche)     |
| S7    | Desserte : - Villes et lieux desservis : Saint-Cyr-au-Mont-d'Or (La Pinède « Croix-Rouge française », Mairie, La Poste, École nationale supérieure de la police, Maison de convalescence), Lyon 9e et Collonges-au-Mont-d'Or - Stations et gares desservies : Aucune. |                                        |                                        |                                        |                                        |                                               |                                          |                                        |                                                      |
| S7    | Autre : - Arrêts non accessibles aux UFR : Tous. - Particularités : La ligne fonctionne selon deux circuits différents, l'un desservant St-Rambert, l'autre restant principalement sur St-Cyr. Le circuit court via St-Cyr fonctionne du lundi au vendredi de 8 h à 16 h 40 et le circuit long de 7 h à 7 h 30 et de 17 h à 18 h 30. - Date de dernière mise à jour : 28 décembre 2017. |                                        |                                        |                                        |                                        |                                               |                                          |                                        |                                                      |
| S7    | Dernière actualisation : — |                                        |                                        |                                        |                                        |                                               |                                          |                                        |                                                      |
| S8    | Ligne oui · Ligne S8 | Ligne oui · Ligne S8                   | Ligne oui · Ligne S8                   | Ligne oui · Ligne S8                   | Ligne oui · Ligne S8                   | Ligne oui · Ligne S8                          | Ligne oui · Ligne S8                     | Ligne oui · Ligne S8                   | Ligne oui · Ligne S8                                 |
| S8    | Rillieux — Vancia ⥋ La Buissière - Viralamande |                                        |                                        |                                        |                                        |                                               |                                          |                                        |                                                      |
| S8    | Ouverture / Fermeture 23 février 1998 / — | Longueur 3,5 km                        | Durée 25 min                           | Nb. d’arrêts 16                        | Matériel GX 137 GX 127                 | Jours de fonctionnement L, Ma, Me, J, V, S    | Jour / Soir / Nuit / Fêtes O / N / N / N | Voy. / an —                            | Unité de transport Rillieux (Keolis Planche)         |
| S8    | Desserte : - Villes et lieux desservis : Rillieux-la-Pape (AFPA, Cimetière, Lycée G. Lamarque, Église) - Stations et gares desservies : Aucune. |                                        |                                        |                                        |                                        |                                               |                                          |                                        |                                                      |
| S8    | Autre : - Arrêts non accessibles aux UFR : Rillieux - Vancia, Vancia-Centre, Vancia-Pinsons, Rillieux-Pasteur, Rillieux-Victor Hugo, Charles de Gaulle, Rillieux Les Alagniers vers La Bussière, Castellane-Leclerc, Castellane-Mont Blanc, Montée Castellane et La Pelletière vers La Bussière. - Particularités : La ligne fonctionne du lundi au samedi de 6 h 25 à 20 h 30 et les dimanches et fêtes de 8 h à 19 h - Date de dernière mise à jour : 24 juin 2025. |                                        |                                        |                                        |                                        |                                               |                                          |                                        |                                                      |
| S8    | Dernière actualisation : — |                                        |                                        |                                        |                                        |                                               |                                          |                                        |                                                      |
| S9    | Ligne oui · Ligne S9 | Ligne oui · Ligne S9                   | Ligne oui · Ligne S9                   | Ligne oui · Ligne S9                   | Ligne oui · Ligne S9                   | Ligne oui · Ligne S9                          | Ligne oui · Ligne S9                     | Ligne oui · Ligne S9                   | Ligne oui · Ligne S9                                 |
| S9    | Saint-Genis-Laval Hôpital Lyon Sud ⥋ Moly |                                        |                                        |                                        |                                        |                                               |                                          |                                        |                                                      |
| S9    | Ouverture / Fermeture 4 janvier 2010 / — | Longueur 7,7/8/9 km                    | Durée 20-23 min                        | Nb. d’arrêts 20/21/27                  | Matériel GX 137                        | Jours de fonctionnement L, Ma, Me, J, V       | Jour / Soir / Nuit / Fêtes O / N / N / N | Voy. / an —                            | Unité de transport Perrache                          |
| S9    | Desserte : - Villes et lieux desservis : Saint-Genis-Laval (Collège et gymnase Jean Giono, Centre, Château de La Tour, Observatoire de Lyon, Cimetière, Hôpital H. Gabrielle) - Stations et gares desservies : Aucune. |                                        |                                        |                                        |                                        |                                               |                                          |                                        |                                                      |
| S9    | Autre : - Arrêts non accessibles aux UFR : Bergonnière, Moly, Allée Dubost, Molinette Montlouis, Prieuré, Molinette, Clos Burtin, Putet, Croix-Rouge, Cimetière de St-Genis, Observatoire, Beauregard, Square Combattants AFN, St-Genis Centre, Hauteclair, Descartes Foch, Les Oliviers et Lardillet. - Particularités : La ligne fonctionne du lundi au jeudi de 7 h 15 à 18 h 23 et le vendredi à partir de 7 h 11. L'arrêt Square Combattants d'AFN n'est desservi que le vendredi matin. En dehors des heures d'entrée et de sortie du collège Jean Giono, la ligne dessert six arrêts en plus ainsi que l'hôpital H. Gabrielle. - Modifications à partir d'octobre 2023 : Dans le cadre du prolongement du métro B à Saint-Genis-Laval - Hôpital Lyon Sud, la ligne S9 sera prolongée de Saint-Genis - Jean Giono à Hôpital Lyon Sud. - Date de dernière mise à jour : 8 décembre 2023. |                                        |                                        |                                        |                                        |                                               |                                          |                                        |                                                      |
| S9    | Dernière actualisation : — |                                        |                                        |                                        |                                        |                                               |                                          |                                        |                                                      |

### Lignes S10 à S15
| Ligne | Caractéristiques | Caractéristiques                   | Caractéristiques                   | Caractéristiques                   | Caractéristiques                   | Caractéristiques                           | Caractéristiques                         | Caractéristiques                   | Caractéristiques                         |
| S10   | Ligne oui · Ligne S10 | Ligne oui · Ligne S10              | Ligne oui · Ligne S10              | Ligne oui · Ligne S10              | Ligne oui · Ligne S10              | Ligne oui · Ligne S10                      | Ligne oui · Ligne S10                    | Ligne oui · Ligne S10              | Ligne oui · Ligne S10                    |
| S10   | Joannès Carret ⥋ Lycée Jean Perrin | Joannès Carret ⥋ Lycée Jean Perrin | Joannès Carret ⥋ Lycée Jean Perrin | Joannès Carret ⥋ Lycée Jean Perrin | Joannès Carret ⥋ Lycée Jean Perrin | Joannès Carret ⥋ Lycée Jean Perrin         | Joannès Carret ⥋ Lycée Jean Perrin       | Joannès Carret ⥋ Lycée Jean Perrin | Joannès Carret ⥋ Lycée Jean Perrin       |
| ----- | --- | ---------------------------------- | ---------------------------------- | ---------------------------------- | ---------------------------------- | ------------------------------------------ | ---------------------------------------- | ---------------------------------- | ---------------------------------------- |
| S10   | Ouverture / Fermeture 2 septembre 1996 / — | Longueur 4 ou 5 km                 | Durée 10 min                       | Nb. d’arrêts 15                    | Matériel City 21                   | Jours de fonctionnement L, Ma, Me, J, V, S | Jour / Soir / Nuit / Fêtes O / N / N / N | Voy. / an —                        | Unité de transport N.C. (Keolis Planche) |
| S10   | Desserte : - Villes et lieux desservis : Lyon 9e (Mairie de St-Rambert, Église, Cimetière de St-Rambert, La Poste, Église St-François d'Assise) - Stations et gares desservies : Aucune. |                                    |                                    |                                    |                                    |                                            |                                          |                                    |                                          |
| S10   | Autre : - Arrêts non accessibles aux UFR : Johannès Carret, Mairie de St-Rambert, Grande Rue de St-Rambert, Rue des Balmes, Porcher, Le Vergoin, St-Rambert-Les Rivières, Falsan, Cité Édouard Herriot, Simondan, Chalinel, Fabrègue et La Boisserie. - Particularités : La ligne fonctionne du lundi au samedi de 7 h 30 à 12 h 15 et de 14 h 0 à 18 h 19. - Date de dernière mise à jour : 12 septembre 2017. |                                    |                                    |                                    |                                    |                                            |                                          |                                    |                                          |
| S10   | Dernière actualisation : — |                                    |                                    |                                    |                                    |                                            |                                          |                                    |                                          |
| S11   | Ligne oui · Ligne S11 | Ligne oui · Ligne S11              | Ligne oui · Ligne S11              | Ligne oui · Ligne S11              | Ligne oui · Ligne S11              | Ligne oui · Ligne S11                      | Ligne oui · Ligne S11                    | Ligne oui · Ligne S11              | Ligne oui · Ligne S11                    |
| S11   | Gare de Vaise ⥋ Le Château — Duchère |                                    |                                    |                                    |                                    |                                            |                                          |                                    |                                          |
| S11   | Ouverture / Fermeture 29 avril 1997 / — | Longueur 4 km                      | Durée 15 min                       | Nb. d’arrêts 17                    | Matériel Citelis 12                | Jours de fonctionnement L, Ma, Me, J, V, S | Jour / Soir / Nuit / Fêtes O / N / N / N | Voy. / an —                        | Unité de transport Vaise                 |
| S11   | Desserte : - Villes et lieux desservis : Lyon 9e (Église de l'Annonciation, Musée des Sapeurs-Pompiers, ESAT H. Castilla, Lycée La Martinière-Duchère, Centre administratif, La Poste, Centre social du Plateau, Maison de l'enfance) - Stations et gares desservies : Gare de Vaise. |                                    |                                    |                                    |                                    |                                            |                                          |                                    |                                          |
| S11   | Autre : - Arrêts non accessibles aux UFR : La Voûte, Bourgogne, Balmont Bas, Contrebandiers, Montée de Champagne, Duchère Lanessan, Duchère Av. de Champagne, Duchère Château, Maison de l'enfance, Le Château Duchère et Jean Fournier. - Particularités : La ligne fonctionne du lundi au vendredi de 7 h 20 à 19 h 28 et le samedi jusqu'à 19 h 27. - Date de dernière mise à jour : 18 janvier 2017. |                                    |                                    |                                    |                                    |                                            |                                          |                                    |                                          |
| S11   | Dernière actualisation : — |                                    |                                    |                                    |                                    |                                            |                                          |                                    |                                          |
| S14   | Ligne oui · Ligne S14 | Ligne oui · Ligne S14              | Ligne oui · Ligne S14              | Ligne oui · Ligne S14              | Ligne oui · Ligne S14              | Ligne oui · Ligne S14                      | Ligne oui · Ligne S14                    | Ligne oui · Ligne S14              | Ligne oui · Ligne S14                    |
| S14   | (Circulaire) Neuville ⥋ via Hôpital, Torrières ou Genay Le Perron (un bus sur trois pour chaque boucle) |                                    |                                    |                                    |                                    |                                            |                                          |                                    |                                          |
| S14   | Ouverture / Fermeture 29 août 2011 / — | Longueur 4-5 km                    | Durée 17/15/14 min                 | Nb. d’arrêts 9/13/13               | Matériel GX127 GX137               | Jours de fonctionnement L, Ma, Me, J, V    | Jour / Soir / Nuit / Fêtes O / N / N / N | Voy. / an —                        | Unité de transport N.C. (Keolis Planche) |
| S14   | Desserte : - Villes et lieux desservis : Neuville-sur-Saône, Genay et Montanay - Stations et gares desservies : Aucune. |                                    |                                    |                                    |                                    |                                            |                                          |                                    |                                          |
| S14   | Autre : - Arrêts non accessibles aux UFR : N.C. - Particularités : La ligne fonctionne selon trois circuits différents, desservi à la suite par le bus à chaque tour. La boucle hôpital fonctionne de 7 h 25 à 12 h et de 14 h 15 à 18 h 10, la boucle Torrières de 7 h 10 à 11 h 45 et de 14 h 30 à 18 h 25 et la boucle de la Source de 7 h 57 à 12 h 15 et de 14 h à 18 h 40. - Date de dernière mise à jour : 12 novembre 2024. |                                    |                                    |                                    |                                    |                                            |                                          |                                    |                                          |
| S14   | Dernière actualisation : — |                                    |                                    |                                    |                                    |                                            |                                          |                                    |                                          |
| S15   | Ligne oui · Ligne S15 | Ligne oui · Ligne S15              | Ligne oui · Ligne S15              | Ligne oui · Ligne S15              | Ligne oui · Ligne S15              | Ligne oui · Ligne S15                      | Ligne oui · Ligne S15                    | Ligne oui · Ligne S15              | Ligne oui · Ligne S15                    |
| S15   | Écully - Le Trouillat ⥋ Les Sources |                                    |                                    |                                    |                                    |                                            |                                          |                                    |                                          |
| S15   | Ouverture / Fermeture 1er septembre 1998 / — | Longueur 8 km                      | Durée 25 min                       | Nb. d’arrêts 19                    | Matériel GX137 Citelis 12          | Jours de fonctionnement Ma, Me, J, V, S    | Jour / Soir / Nuit / Fêtes O / N / N / N | Voy. / an —                        | Unité de transport Vaise                 |
| S15   | Desserte : - Villes et lieux desservis : Écully (Centre social, Mairie, Église, Maison de la rencontre, Centre commercial Écully-Grand Ouest, Église St-Jean-Marie Vianney, Clinique de la Sauvegarde, Église Notre-Dame, Stade de la Sauvegarde, Collège J.P. Rameau) - Stations et gares desservies : Aucune. |                                    |                                    |                                    |                                    |                                            |                                          |                                    |                                          |
| S15   | Autre : - Arrêts non accessibles aux UFR : Grandvaux-Prieuré, Santy - Grandvaux, Écully Le Trouillat, Écully Centre vers Les Sources, Édouard Aynard, Centre culturel, Les Séquoïas, Écully Fayolle, Villeneuve, Écully Le Pérollier, Clinique Sauvegarde, Montlouis et Les Sources. - Particularités : La ligne fonctionne du mardi au samedi de 8 h 50 à 12 h 5. Elle ne fonctionne pas en juillet. - Modifications à compter du 9 janvier 2018 : La ligne reprend son ancien itinéraire. - Date de dernière mise à jour : 28 décembre 2017. |                                    |                                    |                                    |                                    |                                            |                                          |                                    |                                          |
| S15   | Dernière actualisation : — |                                    |                                    |                                    |                                    |                                            |                                          |                                    |                                          |

## Lignes Zone Industrielle

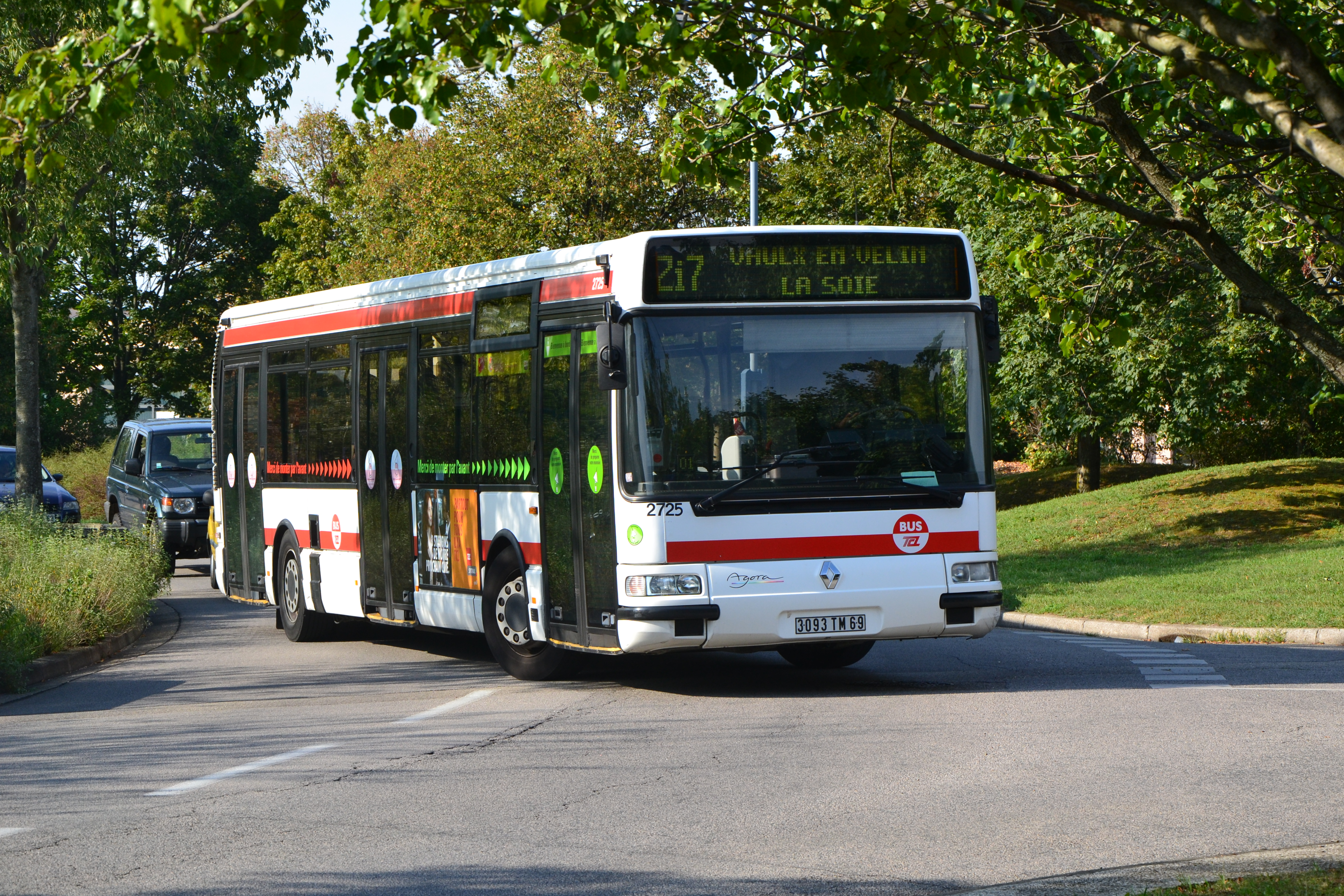
La ligne de bus spécifique Zi7, avec seulement 2 départs par jour et par direction.

### Présentation
Les lignes Zi1 à Zi8 sont des lignes de desserte des zones d'emplois appelées « Zones Industrielles » et assurant des dessertes ciblées des zones d'emploi de l'agglomération lyonnaise.
Cette catégorie de ligne a été créée en 2003 avec la ligne Zi1, rejointe plus tard par les lignes Zi2 et Zi3. Lors de la réorganisation complète du réseau de bus de l'agglomération lyonnaise le 29 août 2011, les 3 lignes existantes ont été rejointes par trois autres lignes supplémentaires Zi4 à 6, puis la ligne Zi7, le 28 novembre 2011 et le 29 août 2016 par la ligne Zi8.
La ligne Zi6 est devenue le 25 novembre 2019 la ligne complémentaire 64, en raison de la mise en service du tramway T6.
La ligne Zi7, par manque de fréquentation, disparaît le 2 juillet 2021.
Ces lignes sont désignées commercialement par un indice de ligne commençant par « Zi » et allant de 1 à 8.

### Lignes Zi1 à Zi8
| Ligne | Caractéristiques | Caractéristiques                         | Caractéristiques                         | Caractéristiques                         | Caractéristiques                           | Caractéristiques                         | Caractéristiques                         | Caractéristiques                         | Caractéristiques                         |
| Zi1   | Ligne oui · Ligne Zi1 | Ligne oui · Ligne Zi1                    | Ligne oui · Ligne Zi1                    | Ligne oui · Ligne Zi1                    | Ligne oui · Ligne Zi1                      | Ligne oui · Ligne Zi1                    | Ligne oui · Ligne Zi1                    | Ligne oui · Ligne Zi1                    | Ligne oui · Ligne Zi1                    |
| Zi1   | Saint-Priest — Gare ⥋ Gare de Vénissieux | Saint-Priest — Gare ⥋ Gare de Vénissieux | Saint-Priest — Gare ⥋ Gare de Vénissieux | Saint-Priest — Gare ⥋ Gare de Vénissieux | Saint-Priest — Gare ⥋ Gare de Vénissieux   | Saint-Priest — Gare ⥋ Gare de Vénissieux | Saint-Priest — Gare ⥋ Gare de Vénissieux | Saint-Priest — Gare ⥋ Gare de Vénissieux | Saint-Priest — Gare ⥋ Gare de Vénissieux |
| ----- | --- | ---------------------------------------- | ---------------------------------------- | ---------------------------------------- | ------------------------------------------ | ---------------------------------------- | ---------------------------------------- | ---------------------------------------- | ---------------------------------------- |
| Zi1   | Ouverture / Fermeture 27 octobre 2003 / — | Longueur 11 km                           | Durée 23 min                             | Nb. d’arrêts 28                          | Matériel Urbanway 12                       | Jours de fonctionnement L, Ma, Me, J, V  | Jour / Soir / Nuit / Fêtes O / N / N / N | Voy. / an —                              | Unité de transport Audibert              |
| Zi1   | Desserte : - Villes et lieux desservis : Saint-Priest, Corbas (ZI de Corbas-Montmartin, Abattoirs, Pôle alimentaire, Pôle Logistique, Maison d'arrêt) et Vénissieux (Lycée H. Boucher, Stade L. Guérin, Gymnase, Zone industrielle) - Stations et gares desservies : Gare de Saint-Priest et Gare de Vénissieux. |                                          |                                          |                                          |                                            |                                          |                                          |                                          |                                          |
| Zi1   | Autre : - Arrêts non accessibles aux UFR : Hénaff - Charbonnier, 99 Ch. du Charbonnier, Industrie - Charbonnier, Dauphiné - Charbonnier, 24 août, Corbas Les Roses, Allobroges, Corbas Gabriel Péri, Pôle alimentaire, Pôle logistique, Maison d'arrêt, Parc des Corbèges et Pont Chevreul. - Particularités : La ligne fonctionne du lundi au vendredi de 5 h 40 à 9 h et de 15 h 30 à 18 h 20. - Modification du 3 septembre 2018 : La ligne effectuera désormais son terminus à "St-Priest - Gare". - Date de dernière mise à jour : 2 avril 2024. |                                          |                                          |                                          |                                            |                                          |                                          |                                          |                                          |
| Zi1   | Dernière actualisation : — |                                          |                                          |                                          |                                            |                                          |                                          |                                          |                                          |
| Zi2   | Ligne oui · Ligne Zi2 | Ligne oui · Ligne Zi2                    | Ligne oui · Ligne Zi2                    | Ligne oui · Ligne Zi2                    | Ligne oui · Ligne Zi2                      | Ligne oui · Ligne Zi2                    | Ligne oui · Ligne Zi2                    | Ligne oui · Ligne Zi2                    | Ligne oui · Ligne Zi2                    |
| Zi2   | Meyzieu Z.I. ⥋ Meyzieu — Z.I. Sud ou Meyzieu — Z.I. Nord (un bus sur deux) |                                          |                                          |                                          |                                            |                                          |                                          |                                          |                                          |
| Zi2   | Ouverture / Fermeture 4 décembre 2006 / — | Longueur 2,2 à 3,5 km                    | Durée 10 min                             | Nb. d’arrêts 17                          | Matériel Citelis 12                        | Jours de fonctionnement L, Ma, Me, J, V  | Jour / Soir / Nuit / Fêtes O / N / N / N | Voy. / an —                              | Unité de transport La Soie               |
| Zi2   | Desserte : - Villes et lieux desservis : Meyzieu (Zones industrielles Nord et Sud) et Jonage - Stations et gares desservies : Meyzieu Z.I. (T3 et Rhônexpress). |                                          |                                          |                                          |                                            |                                          |                                          |                                          |                                          |
| Zi2   | Autre : - Arrêts non accessibles aux UFR : Meyzieu ZI Nord, 360 av. Schneider, Eiffel, 1 av. Schneider, Dassault, Louis Renault, ""ZI Meyzieu - De Lattre, Fénelon, 'ZI Lionnel Terray, ZI Terray - De Lattre, ZI Terray - Schweitzer, ZI Schweitzer - Meyzieu, ZI Schweitzer - République, Meyzieu MTE, ZI Meyzieu - Jean Macé, Meyzieu ZI Sud, ZI Meyzieu - Monge, et ZI Schweitzer - Monge. - Particularités : La ligne fonctionne du lundi au vendredi de 5 h 33 à 9 h 12, de 11 h 35 à 13 h 24 et de 15 h 56 à 19 h 9. Les ZI Nord et Sud sont desservies en alternance d'un bus sur deux. - Date de dernière mise à jour : 2 avril 2016.                                                                                |                                          |                                          |                                          |                                            |                                          |                                          |                                          |                                          |
| Zi2   | Dernière actualisation : — |                                          |                                          |                                          |                                            |                                          |                                          |                                          |                                          |
| Zi3   | Ligne oui · Ligne Zi3 | Ligne oui · Ligne Zi3                    | Ligne oui · Ligne Zi3                    | Ligne oui · Ligne Zi3                    | Ligne oui · Ligne Zi3                      | Ligne oui · Ligne Zi3                    | Ligne oui · Ligne Zi3                    | Ligne oui · Ligne Zi3                    | Ligne oui · Ligne Zi3                    |
| Zi3   | Zi Roosevelt ⥋ Z.I. Vaulx-en-Velin Est (Un aller retour par jour entre Vaulx-en-Velin La Soie et Brunel) |                                          |                                          |                                          |                                            |                                          |                                          |                                          |                                          |
| Zi3   | Ouverture / Fermeture 5 novembre 2007 / — | Longueur 2 à 6 km                        | Durée 10 min                             | Nb. d’arrêts 22                          | Matériel Citelis 12                        | Jours de fonctionnement L, Ma, Me, J, V  | Jour / Soir / Nuit / Fêtes O / N / N / N | Voy. / an —                              | Unité de transport La Soie               |
| Zi3   | Desserte : - Villes et lieux desservis : Vaulx-en-Velin (Zone industrielle Vaulx-en-Velin Est, Centre commercial Carré de Soie, ZI Ouest) et Décines-Charpieu (ZI Bruyères, ZI Roosevelt) - Stations et gares desservies : Vaulx-en-Velin - La Soie. |                                          |                                          |                                          |                                            |                                          |                                          |                                          |                                          |
| Zi3   | Autre : - Arrêts non accessibles aux UFR : ZI Vaulx Est, Vaulx Thibaude, Léonard de Vinci, Les Alpes, Lénine - Fromont, Fromont, Karl Marx, Fromont - Karl Marx, 30 Rue Saillant, 10 Rue Saillant, Chardonnet, Grosso-Roosevelt vers ZI Vaulx Est, Bruyères, ZI Bruyères, Édelweiss, Vaucanson, Décines Verlaine, Élisée Reclus, ZI Roosevelt, Roosevelt Vaucanson et ZI Ouest. - Particularités : La ligne fonctionne du lundi au vendredi de 6 h 15 à 8 h 17, de 11 h 51 à 14 h 3 et de 16 h 5 à 18 h 22. Les ZI Roosevelt et Vaulx Est sont desservies en alternance d'un bus sur deux. Un bus par sens et par jour assure la liaison entre Vaulx La Soie et Cité Tase. - Date de dernière mise à jour : 28 décembre 2015. |                                          |                                          |                                          |                                            |                                          |                                          |                                          |                                          |
| Zi3   | Dernière actualisation : — |                                          |                                          |                                          |                                            |                                          |                                          |                                          |                                          |
| Zi4   | Ligne oui · Ligne Zi4 | Ligne oui · Ligne Zi4                    | Ligne oui · Ligne Zi4                    | Ligne oui · Ligne Zi4                    | Ligne oui · Ligne Zi4                      | Ligne oui · Ligne Zi4                    | Ligne oui · Ligne Zi4                    | Ligne oui · Ligne Zi4                    | Ligne oui · Ligne Zi4                    |
| Zi4   | Vaulx-en-Velin - La Soie ⥋ Caluire — Chemin Petit (via l'autoroute A46 Nord et la Rocade Est) |                                          |                                          |                                          |                                            |                                          |                                          |                                          |                                          |
| Zi4   | Ouverture / Fermeture 16 janvier 1989 / — | Longueur 21 km                           | Durée 47 min                             | Nb. d’arrêts 26                          | Matériel Lion's City 12GNV Urbanway 12 GNV | Jours de fonctionnement L, Ma, Me, J, V  | Jour / Soir / Nuit / Fêtes O / N / N / N | Voy. / an —                              | Unité de transport La Soie               |
| Zi4   | Desserte : - Villes et lieux desservis : Vaulx-en-Velin (Centre commercial Carré de Soie), Rillieux-la-Pape (Lycées Albert Camus et Sermenaz, Collège Maria Casarès, Gendarmerie, Centre social, Pôle emploi, Cimetière, centre commercial, Piscine, ZI Rillieux, ZI PERICA), Sathonay-Camp (ZAC des Marronniers) et Caluire-et-Cuire (ZiC Ouest, ZI PERICA, Centre commercial Caluire 2) - Stations et gares desservies : Vaulx-en-Velin - La Soie et Gare de Sathonay-Rillieux. |                                          |                                          |                                          |                                            |                                          |                                          |                                          |                                          |
| Zi4   | Autre : - Arrêts non accessibles aux UFR : Chardonnet, 10 Rue Saillant, 30 Rue Saillant, Rillieux - Les Alagniers, Charles de Gaulle, ZAC des Marronniers, ZI Rillieux 8 mai 1945 et Caluire Chemin Petit, Chardonnet vers Caluire, Rillieux Piscine et ZI Rillieux Hippodrome vers Vaulx-en-Velin. - Particularités : La ligne fonctionne du lundi au vendredi de 5 h 30 à 8 h 5 et de 16 h 15 à 18 h 40. - Date de dernière mise à jour : 30 août 2016. |                                          |                                          |                                          |                                            |                                          |                                          |                                          |                                          |
| Zi4   | Dernière actualisation : — |                                          |                                          |                                          |                                            |                                          |                                          |                                          |                                          |
| Zi5   | Ligne oui · Ligne Zi5 | Ligne oui · Ligne Zi5                    | Ligne oui · Ligne Zi5                    | Ligne oui · Ligne Zi5                    | Ligne oui · Ligne Zi5                      | Ligne oui · Ligne Zi5                    | Ligne oui · Ligne Zi5                    | Ligne oui · Ligne Zi5                    | Ligne oui · Ligne Zi5                    |
| Zi5   | Vaulx-en-Velin - La Soie ⥋ Genas — Rond-point d'Italie |                                          |                                          |                                          |                                            |                                          |                                          |                                          |                                          |
| Zi5   | Ouverture / Fermeture 29 août 2011 / — | Longueur 10 km                           | Durée 28 min                             | Nb. d’arrêts 19                          | Matériel Crossway LE GNC                   | Jours de fonctionnement L, Ma, Me, J, V  | Jour / Soir / Nuit / Fêtes O / N / N / N | Voy. / an —                              | Unité de transport Genas (Berthelet)     |
| Zi5   | Desserte : - Villes et lieux desservis : Vaulx-en-Velin (Centre commercial Carré de Soie, Cimetière des Brosses, Centre commercial), Chassieu (Zone industrielle) et Genas (Zone industrielle Mi-Plaine, Parc d'activités EverEst) - Stations et gares desservies : Vaulx-en-Velin - La Soie. |                                          |                                          |                                          |                                            |                                          |                                          |                                          |                                          |
| Zi5   | Autre : - Arrêts non accessibles aux UFR : Allée de l'Église, Corneille vers Fresnel, Dumas-Salengro, Vaulx-Salengro, Chassieu-Lavoisier, Chassieu-Jean Perrin,Fresnel-Restaurant ZI, Avenir - Montgolfier, EverEst Parc, Calmette - Mûriers et Rond-Point d'Italie. - Particularités : La ligne fonctionne du lundi au vendredi de 5 h 30 à 9 h et de 12 h 35 à 19 h 5. - Date de dernière mise à jour : 15 juillet 2025. |                                          |                                          |                                          |                                            |                                          |                                          |                                          |                                          |
| Zi5   | Dernière actualisation : — |                                          |                                          |                                          |                                            |                                          |                                          |                                          |                                          |
| Zi8   | Ligne oui · Ligne Zi8 | Ligne oui · Ligne Zi8                    | Ligne oui · Ligne Zi8                    | Ligne oui · Ligne Zi8                    | Ligne oui · Ligne Zi8                      | Ligne oui · Ligne Zi8                    | Ligne oui · Ligne Zi8                    | Ligne oui · Ligne Zi8                    | Ligne oui · Ligne Zi8                    |
| Zi8   | Saint-Priest — Jules Ferry ⥋ Parc des Lumières |                                          |                                          |                                          |                                            |                                          |                                          |                                          |                                          |
| Zi8   | Ouverture / Fermeture 29 août 2016 / — | Longueur —                               | Durée 3,3 à 4,5 min                      | Nb. d’arrêts 10                          | Matériel Urbanway 12                       | Jours de fonctionnement L, Ma, Me, J, V  | Jour / Soir / Nuit / Fêtes O / N / N / N | Voy. / an —                              | Unité de transport Audibert              |
| Zi8   | Desserte : - Villes et lieux desservis : Saint-Priest (Piscine, Parcs d'activités des Meurières et des Lumières) - Stations et gares desservies : Saint-Priest - Jules Ferry (T2). |                                          |                                          |                                          |                                            |                                          |                                          |                                          |                                          |
| Zi8   | Autre : - Arrêts non accessibles aux UFR : Cimetière de St-Priest, St-Priest Égalité, St-Priest Plaine de Saythe, La Palombière, Parc des Meurières, Parc des Lumières, Parc des Lumières 1, Parc des Lumières 2 et Parc des Lumières 3. - Particularités : La ligne fonctionne du lundi au vendredi de 6 h 20 à 7 h 20 et de 14 h 30 à 16 h. - Date de dernière mise à jour : 28 décembre 2017. |                                          |                                          |                                          |                                            |                                          |                                          |                                          |                                          |
| Zi8   | Dernière actualisation : — |                                          |                                          |                                          |                                            |                                          |                                          |                                          |                                          |

## Lignes Gar'Express

### Présentation
Les lignes GE1, GE2, GE4 et GE6 sont des lignes de desserte des gares situées en banlieue appelées « Gar'Express » et assurant des dessertes ciblées entre certaines zones d'emploi de l'agglomération lyonnaise et les gares TER les plus proches.
Cette catégorie de ligne a été créée le 29 août 2011 lors de la réorganisation complète du réseau de bus de l'agglomération lyonnaise, cinq des six lignes existantes furent créées à cette occasion. Les lignes GE1 et GE3, cette dernière fut exploitée en transport à la demande à partir du 2 juillet 2012, ont été supprimées le 2 janvier 2013 en raison d'une fréquentation trop faible et de doublon avec respectivement les lignes Zi6 et GE4. Le 1er janvier étant férié la suppression effective s'est faite le 31 décembre au soir. La ligne GE5 a été remplacée par la ligne 61 à partir du 8 juillet 2013.
La ligne GE1 est créée le 29 août 2022 entre Gare de Crépieux et Rillieux Semailles.
Ces lignes sont désignées commercialement par un indice de ligne commençant par « GE » et allant de 1 à 6.

### Lignes GE1 à GE6
| Ligne | Caractéristiques | Caractéristiques                          | Caractéristiques                          | Caractéristiques                          | Caractéristiques                          | Caractéristiques                          | Caractéristiques                          | Caractéristiques                          | Caractéristiques                                     |
| GE1   | Ligne oui · Ligne GE1 | Ligne oui · Ligne GE1                     | Ligne oui · Ligne GE1                     | Ligne oui · Ligne GE1                     | Ligne oui · Ligne GE1                     | Ligne oui · Ligne GE1                     | Ligne oui · Ligne GE1                     | Ligne oui · Ligne GE1                     | Ligne oui · Ligne GE1                                |
| GE1   | Gare de Crépieux ⥋ Rillieux - Victor Hugo | Gare de Crépieux ⥋ Rillieux - Victor Hugo | Gare de Crépieux ⥋ Rillieux - Victor Hugo | Gare de Crépieux ⥋ Rillieux - Victor Hugo | Gare de Crépieux ⥋ Rillieux - Victor Hugo | Gare de Crépieux ⥋ Rillieux - Victor Hugo | Gare de Crépieux ⥋ Rillieux - Victor Hugo | Gare de Crépieux ⥋ Rillieux - Victor Hugo | Gare de Crépieux ⥋ Rillieux - Victor Hugo            |
| ----- | --- | ----------------------------------------- | ----------------------------------------- | ----------------------------------------- | ----------------------------------------- | ----------------------------------------- | ----------------------------------------- | ----------------------------------------- | ---------------------------------------------------- |
| GE1   | Ouverture / Fermeture 29 août 2022 / — | Longueur 3,8 km                           | Durée 17 min                              | Nb. d’arrêts 9                            | Matériel Trafic III                       | Jours de fonctionnement L, Ma, Me, J, V   | Jour / Soir / Nuit / Fêtes O / N / N / N  | Voy. / an —                               | Unité de transport Rillieux-la-Pape (Keolis Planche) |
| GE1   | Desserte : - Villes et lieux desservis : Rillieux-la-Pape. - Stations et gares desservies : Gare de Crépieux-la-Pape. |                                           |                                           |                                           |                                           |                                           |                                           |                                           |                                                      |
| GE1   | Autre : - Arrêts non accessibles aux UFR : inconnus. - Particularités : inconnues - Date de dernière mise à jour : 25 juin 2025. |                                           |                                           |                                           |                                           |                                           |                                           |                                           |                                                      |
| GE1   | Dernière actualisation : — |                                           |                                           |                                           |                                           |                                           |                                           |                                           |                                                      |
| GE2   | Ligne oui · Ligne GE2 | Ligne oui · Ligne GE2                     | Ligne oui · Ligne GE2                     | Ligne oui · Ligne GE2                     | Ligne oui · Ligne GE2                     | Ligne oui · Ligne GE2                     | Ligne oui · Ligne GE2                     | Ligne oui · Ligne GE2                     | Ligne oui · Ligne GE2                                |
| GE2   | Feyzin — Gare ⥋ Solaize — CRES |                                           |                                           |                                           |                                           |                                           |                                           |                                           |                                                      |
| GE2   | Ouverture / Fermeture 29 août 2011 / — | Longueur 5,5 km                           | Durée 10 min                              | Nb. d’arrêts 6                            | Matériel Vectio 250 U                     | Jours de fonctionnement L, Ma, Me, J, V   | Jour / Soir / Nuit / Fêtes O / N / N / N  | Voy. / an —                               | Unité de transport Saint-Priest (Cars Faure)         |
| GE2   | Desserte : - Villes et lieux desservis : Feyzin et Solaize (IFP Énergies nouvelles, CRES, Borne milliaire) - Stations et gares desservies : Gare de Feyzin. |                                           |                                           |                                           |                                           |                                           |                                           |                                           |                                                      |
| GE2   | Autre : - Arrêts non accessibles aux UFR : Feyzin Gare, Bellecombe, Hauts de Solaize vers Feyzin Gare, Chantabeau, IFP et Solaize CRES. - Particularités : La ligne fonctionne du lundi au vendredi de 6 h 45 à 8 h 45 et de 16 h 35 à 19 h 5. - Date de dernière mise à jour : 1er janvier 2015. |                                           |                                           |                                           |                                           |                                           |                                           |                                           |                                                      |
| GE2   | Dernière actualisation : — |                                           |                                           |                                           |                                           |                                           |                                           |                                           |                                                      |
| GE4   | Ligne oui · Ligne GE4 | Ligne oui · Ligne GE4                     | Ligne oui · Ligne GE4                     | Ligne oui · Ligne GE4                     | Ligne oui · Ligne GE4                     | Ligne oui · Ligne GE4                     | Ligne oui · Ligne GE4                     | Ligne oui · Ligne GE4                     | Ligne oui · Ligne GE4                                |
| GE4   | La Tour de Salvagny — Gare ⥋ Techlid — Le Tronchon, puis zones à la demande Flexo et Flexo Techlid. |                                           |                                           |                                           |                                           |                                           |                                           |                                           |                                                      |
| GE4   | Ouverture / Fermeture 29 août 2011 / — | Longueur 9 km                             | Durée 33 min                              | Nb. d’arrêts 29                           | Matériel Viano                            | Jours de fonctionnement L, Ma, Me, J, V   | Jour / Soir / Nuit / Fêtes O / N / N / N  | Voy. / an —                               | Unité de transport N.C. (Taxis Dubouchet)            |
| GE4   | Desserte : - Villes et lieux desservis : La Tour-de-Salvagny (Mairie, Parc d'activités), Dardilly (Techlid, ZAC le Paisy), Limonest (Techlid) et Champagne-au-Mont-d'Or (Techlid, ZA de Champagne) - Stations et gares desservies : Gare de La Tour-de-Salvagny. |                                           |                                           |                                           |                                           |                                           |                                           |                                           |                                                      |
| GE4   | Autre : - Arrêts non accessibles aux UFR (hors zones Flexo) : La Tour-de-Salvagny Gare, La Tour-de-Salvagny Mairie, Parc d'activités de La Tour-de-Salvagny, Dardilly Le Paillet, Le Bouquis, Les Marsaults, Dardilly Les Gorges vers Techlid, Les Joncs, Techlid-Le Paisy vers La Tour et Techlid-Le Tronchon. - Particularités : La ligne fonctionne du lundi au vendredi de 7 h à 8 h 30 direction Techlid et de 15 h 55 à 18 h 25 direction La Tour-de-Salvagny. Ces horaires ne comprennent pas la zone Flexo. - FleXo : La zone Techlid, desservie au-delà de l'arrêt Techlid - Le Tronchon, est desservie selon le principe « FleXo » : Le matin, la desserte se fait selon des horaires prédéfinis, le client indique alors simplement l'arrêt d'arrivée et le soir au retour vers la gare, la prise en charge se fait sur réservation téléphonique préalable au plus tard une heure à l'avance ou en précisant le matin au conducteur indiquant l'arrêt et l'horaire de prise en charge. - Date de dernière mise à jour : 10 octobre 2014. |                                           |                                           |                                           |                                           |                                           |                                           |                                           |                                                      |
| GE4   | Dernière actualisation : — |                                           |                                           |                                           |                                           |                                           |                                           |                                           |                                                      |
| GE6   | Ligne oui · Ligne GE6 | Ligne oui · Ligne GE6                     | Ligne oui · Ligne GE6                     | Ligne oui · Ligne GE6                     | Ligne oui · Ligne GE6                     | Ligne oui · Ligne GE6                     | Ligne oui · Ligne GE6                     | Ligne oui · Ligne GE6                     | Ligne oui · Ligne GE6                                |
| GE6   | (Circulaire) Charbonnières — Gare ⥋ via Marcy l'Étoile ou Campus Région Numérique |                                           |                                           |                                           |                                           |                                           |                                           |                                           |                                                      |
| GE6   | Ouverture / Fermeture 29 août 2011 / — | Longueur 6,7 km                           | Durée 16 min                              | Nb. d’arrêts 11                           | Matériel Trafic III                       | Jours de fonctionnement L, Ma, Me, J, V   | Jour / Soir / Nuit / Fêtes O / N / N / N  | Voy. / an —                               | Unité de transport Craponne (Keolis Planche)         |
| GE6   | Desserte : - Villes et lieux desservis : Charbonnières-les-Bains et Marcy-l'Étoile (Bois de l'Étoile, Parc de Lacroix-Laval, Salle Omnisports, BioMérieux, École nationale vétérinaire de Lyon, Marcy INT) - Stations et gares desservies : Gare de Charbonnières-les-Bains. |                                           |                                           |                                           |                                           |                                           |                                           |                                           |                                                      |
| GE6   | Autre : - Arrêts non accessibles aux UFR : Charbonnières - Gare, Bois de l'Étoile-Liberté et Salle omnisports. - Particularités : La ligne fonctionne les lundis, mardis, jeudis et vendredis de 6 h 35 à 8 h 35 et de 16 h 5 à 18 h 35. Le mercredi, la ligne fonctionne de 6 h 35 à 8 h 35 et de 13 h 35 à 18 h 35. - Date de dernière mise à jour : 24 juin 2025. |                                           |                                           |                                           |                                           |                                           |                                           |                                           |                                                      |
| GE6   | Dernière actualisation : — |                                           |                                           |                                           |                                           |                                           |                                           |                                           |                                                      |